# Dynama Mińsk (piłka ręczna)
HC Dinamo Mińsk – białoruski, męski klub piłki ręcznej, z siedzibą w Mińsku.

## Sukcesy
- Mistrzostwo Białorusi:
  -  2009, 2010
- Puchar Białorusi:
  -  2010